# Amt Neuhaus
Amt Neuhaus è un comune di 5 168 abitanti della Bassa Sassonia, in Germania.
Appartiene al circondario (Landkreis) di Luneburgo (targa LG).

## Geografia fisica
Il territorio comunale di Amt Neuhaus è baganato da due fiumi: la Löcknitz e l'Elba. È nella frazione di Wehningen che la prima sfocia nella seconda.